# Janka Wsiewołodowna
Janka (Anna) Wsiewołodowna (ros. Я́нка (А́нна) Все́володовна; ur. ok. 1055/1060 r., zm. 3 listopada 1112 lub 1113 r. w Kijowie) – księżniczka kijowska, córka wielkiego księcia kijowskiego Wsiewołoda I Jarosławowicza z jego pierwszego małżeństwa z nieznaną z imienia księżniczką bizantyjską, córką cesarza Konstantyna IX Monomacha. Siostra wielkiego księcia kijowskiego Włodzimierza II Monomacha. 
Święta mniszka (преподобная) prawosławna, wspominana w dniach 3 (16) listopada i 18 (31) maja.

## Życiorys
W 1086 wstąpiła do klasztoru świętego Andrzeja w Kijowie, założonego dla niej przez księcia Wsiewołoda, gdzie została igumenią licznego konwentu. W 1089 przybyła do Grecji, skąd przywiozła do Kijowa metropolitę Jana. Datę zgonu Janki przekazała Powieść minionych lat. Zgodnie z relacją latopisu, Janka została pochowana w cerkwi świętego Andrzeja, w której służyła jako mniszka.